# シャドウハンター:The Mortal Instruments
シャドウハンターまたはShadowhunters：The Mortal Instrumentsとして知られており、アメリカのファンタジードラマシリーズである。カサンドラ・クレアの The Mortal Instruments をもとに製作され、2016年1月12日にフリーフォームによって初公開された。主にカナダのオンタリオ州トロントで撮影された。

## ストーリー
主人公のクラリーは、母親ジョスリンと平凡に暮らしていた。18歳の誕生日に、自らがシャドウハンターであることを知り、仲間とともに戦いに挑むこととなる。